# Erythrocles
Genre
Les Erythrocles  sont un genre de poissons marins de l'ordre des Perciformes.

## Liste d'espèces
Selon FishBase & ITIS & WRMS :
- Erythrocles acarina Kotthaus, 1974
- Erythrocles microceps Miyahara & Okamura, 1998
- Erythrocles monodi Poll & Cadenat, 1954
- Erythrocles schlegelii (Richardson, 1846)
- Erythrocles scintillans (Jordan & Thompson, 1912)
- Erythrocles taeniatus Randall & Rivaton, 1992